# Carl Au
Carl Au (24 de marzo de 1987 (37 años) es un actor inglés, más conocido por interpretar a Barry Barry en la serie Waterloo Road.

## Carrera
Comenzó su carrera a los 11 años, apareciendo en múltiples musicales antes de recibir una beca de la Escuela de artes de Londres
En 2013 se unió al elenco principal de la serie Waterloo Road, donde interpreta al estudiante Barry Barry hasta ahora.

## Filmografía
Series de televisión
| Año             | Título        | Personaje   | Notas        |
| --------------- | ------------- | ----------- | ------------ |
| 2013 - presente | Waterloo Road | Barry Barry | 19 episodios |

Apariciones
| Año  | Programa                     | Notas                        |
| ---- | ---------------------------- | ---------------------------- |
| 2013 | Let's Dance for Comic Relief | episodio # 5.2 - concursante |